# سام کرین
سام کرین (انگلیسی: Sam Crane؛ زادهٔ ۱۹۷۹ میلادی) بازیگر اهل بریتانیا است.
از فیلم‌ها یا مجموعه‌های تلویزیونی که وی در آن‌ها نقش داشته‌است، می‌توان به تاج، پوآرو، پدر براون، تلفات و آدمکشان میدسامر اشاره نمود.